# Емельяненко, Вячеслав Олегович
Вячеслав Олегович Емельяненко (1 мая 1995 года, Москва, Россия) — российский футболист, защитник.

## Карьера
Воспитанник столичного «Торпедо». Карьеру начал в молодежной команде пермского «Амкара». Несколько лет выступал в первенстве ПФЛ за ялтинскую «Жемчужину» и смоленский «Днепр»/ЦРФСО.
В 2017 году был в командах первой лиги Литвы «Таурас» и «Витис».
В марте 2018 года оказался в латвийском клубе высшей лиги «Елгава». Дебютировал 1 апреля в матче первого тура против «Спартака» Юрмала (1:0).